# Domingos da Assunção
Domingos da Assunção, O.P. (Lisboa, ca. 1570 – São Tomé, fevereiro de 1632) foi um frei dominicano da Província de Portugal e prelado português da Igreja Católica, que foi bispo de São Tomé.

## Biografia
Era natural de Lisboa, nascido em 1570 e bacharel em direito. Era Prior no Mosteiro de Pedrógão, e no Mosteiro de Elvas, além de vigário à frente do Mosteiro de Mancellos e subprior várias vezes.
Foi proposto para bispo de São Tomé em 27 de novembro de 1626, sendo seu nome aprovado em consistório de 2 de março de 1627.
Chegou nas ilhas em 1630, mandou punir com excomunhão ou degredo os capitulares e seculares envolvidos no assassinato do deão Francisco Pinheiro de Abreu. Morreu em fevereiro de 1632, supostamente envenenado.